# Parafia Najświętszego Serca Pana Jezusa w Wyrach
Parafia Najświętszego Serca Pana Jezusa w Wyrach – parafia rzymskokatolicka w dekanacie Łaziska, archidiecezja katowicka.

## Rys historyczny
Pierwsza wzmianka o miejscowości Wyry pochodzi z 1287 roku. Istniało wtedy w Wyrach kilka gospodarstw na prawie niemieckim, nie wiemy jednak ilu było mieszkańców. Do czasu powstania kościoła i systemu parafialnego wieś Wyry należała do parafii Mikołowskiej. Utworzenie  parafii zaczęto rozważać w 1907 roku, jednak z powodu I wojny światowej dopiero w 1919 roku biskup wrocławski kard. Adolf Bertram zgodził się na utworzenie samodzielnej parafii w Wyrach. Wtedy to liczba mieszkańców wzrosła do 2000. Tymczasowa kaplica powstała po adaptacji sali w gospodzie Wilhelma Seemanna; poświęcona 19 maja 1919. W 1922 roku rozpoczęto budowę kościoła a 4 października 1925 erygowano parafię i dokonano wprowadzenia pierwszego proboszcza wyrskiej parafii ks. Jana Janotę. 26 czerwca 1927 kościół został poświęcony przez ks. Jana Kapicę proboszcza tyskiego. Prawie cały kościół został uposażony dzięki  ofiarności parafian, którzy wykonali chrzcielnicę, ławki, konfesjonały i ołtarz. W 1936 roku odbyło się drugie malowanie kościoła, podczas którego w prezbiterium umieszczono pastelowe malowidła. W dniu wybuchu II wojny światowej parafianie zebrali się w kościele, z którego po odbytym nabożeństwie, wraz z księdzem proboszczem opuścili wieś na ponad dwa tygodnie. 27 stycznia 1945 dotarła do Wyr ofensywa wojsk sowieckich. 4 lutego 1945 ks. Janota odprawił pierwsze po wyzwoleniu nabożeństwo w języku polskim.  Obecnie parafia liczy około 3 tys. ludzi. Działają w niej następujące  grupy: ministranci, Dzieci Maryi, Ruch Światło-Życie, Żywy Różaniec i Apostolstwo Dobrej Śmierci, chór parafialny „Zorza” i schola.

## Proboszczowie
- Ks. Teofil Kocurek – kuratus (1919–1923)
- Ks. Jan Janota (1923–1964)
- Ks. Stanisław Adamczyk (1964–1971)
- Ks. dr Franciszek Leśnik (1971–1982)
- Ks. Ryszard Sosna (1982–1983)
- Ks. Franciszek Rajca (1983–1987)
- Ks. Franciszek Musioł (1987–1998)
- Ks. Józef Moczygęba (1998–1999)
- Ks. Aleksander Wojtala (1999–2015)
- ks. Henryk Roman Skorupa (2015 – nadal)